# Joseph Baxendell (Meteorologe)
Joseph Baxendell (* 1869 in Crumpsall, Lancashire, England; † 14. Januar 1940 in Southport, England) war ein britischer Meteorologe.

## Leben
Joseph Baxendell wurde 1869 in Crumpsall geboren, wo sein Vater, Joseph Baxendell, seit 1859 Astronom der Corporation of Manchester war und am privaten Observatorium von Robert Worthington arbeitete. Seine Mutter, Mary Anne, war eine Schwester von Norman Robert Pogson. Als das Observatorium 1869 von Crumpsall nach Altrincham verlegt wurde, untersagte Murray Gladstone Baxendell die weitere Nutzung. 1871 zog die Familie nach Birkdale, wo sein Vater Borough-Meteorologe und erster Superintendent des Fernley Observatory wurde.
Auf Grund seiner Gesundheit besuchte Baxendell keine Schule und wurde zu Hause von seinen Eltern und einigen Freunden der Familie unterrichtet. Dabei wurde auch das Interesse an den meteorologischen und astronomischen Arbeiten seines Vaters geweckt. Während sein Vater sich immer mehr der Astronomie widmete, entschied sich Baxendell sich auf die Meteorologie zu konzentrieren. Als sein Vater 1887 verstarb, wurde Joseph Baxendell auf Vorschlag von Henry Enfield Roscoe mit gerade einmal 18 Jahren zum neuen Superintendenten des Fernley Observatory und Borough-Meteorologen ernannt. Im Juni 1936, nach fast 50 Jahren, trat er von seinem Amt zurück.
In seinen Arbeiten beschäftigte sich Baxendell vorwiegend mit der Periodizität von Wetterereignissen. Bereits vor dem Tod seines Vaters entdeckte er einen 5,1 Jahre andauernden Zyklus des Regenfalles in Lancashire. Daneben entwickelte er um die Jahrhundertwende auch eigene meteorologischen Messgeräte, obwohl er kein dafür ausgestattetes Labor oder Werkstatt besaß. Dazu zählen ein selbstaufzeichnedes Anemoskop, ein zusammen mit Frank Lees Halliwell entwickelter selbstaufzeichnender Niederschlagsmesser und ein Anemometer entwickelt von Baxendell und William Henry Dines.
Baxendell war seit 1891 Fellow der Royal Meteorological Society und 1922 Vize-Präsident der Gesellschaft.

## Werke
- A new self-recording Anemoscope. In: Quarterly Journal of the Royal Meteorological Society. Vol. 25, No. 112, 1899, S. 326–329, doi:10.1002/qj.49702511204 (englisch).
- Description of Halliwell’s self-recording Rain Gauge. In: Quarterly Journal of the Royal Meteorological Society. Vol. 26, No. 116, 1900, S. 281–286, doi:10.1002/qj.49702611604 (englisch).
- Note on the Duration of Rainfall. In: Quarterly Journal of the Royal Meteorological Society. Vol. 29, No. 127, 1903, S. 181–188, doi:10.1002/qj.49702912706 (englisch).
- Descriptions of the Dines-Baxendell Anemograph, and the dial-pattern non-oscillating pressure-plate anemometer. In: Quarterly Journal of the Royal Meteorological Society. Vol. 29, No. 128, 1903, S. 289–298, doi:10.1002/qj.49702912804 (englisch).
- Meteorological Periodicities of the Order of a few Years, and their requisitely local Investigation; with especial References to the Term of 5.1 Years, in Parts of Britain. In: Quarterly Journal of the Royal Meteorological Society. Vol. 51, No. 216, 1925, S. 371–395, doi:10.1002/qj.49705121607 (englisch).